# Talk Me Down
Talk Me Down è un singolo del cantante australiano Troye Sivan, pubblicato come terzo singolo ufficiale dal suo primo album, Blue Neighbourhood. La canzone è stata scritta da Troye Sivan, Bram Inscore, Brett McLaughlin, Allie X e Emile Haynie. Il brano era stato inizialmente pubblicato come singolo promozionale il 16 ottobre 2015.
Talk Me Down è stato elogiato dalla critica per il modo in cui affronta la tematica dell'omofobia.

## Video musicale
Il video musicale è il terzo e ultimo video appartenente alla trilogia Blue Neighbourhood. Il video è stato diretto da Tim Mattia e pubblicato il 20 ottobre 2015 sul canale Vevo di Troye Sivan.

## Tracce
1. Talk Me Down – 3:57

## Classifiche
| Classifica (2015) | Posizione massima |
| ----------------- | ----------------- |
| Australia         | 36                |
| Belgio (Fiandre)  | 71                |
| Regno Unito       | 118               |